# Textura (música)
Textura musical es la forma en que los materiales melódicos, rítmicos y armónicos se combinan en una composición, determinando así la cualidad sonora global de una pieza. Designa la forma de relacionarse de las diversas voces que intervienen en una pieza musical.

## Descripción
Con frecuencia la textura se describe en términos de densidad o espesor, de tesitura,(ver tipos de textura más adelante).  
La textura de una pieza puede verse afectada por el número y el carácter de las partes que suenan a la vez, el timbre de los instrumentos musicales o voces que interpretan esas partes, la armonía, el tempo y los ritmos utilizados. Los tipos de textura, categorizados en función del número y la relación de las voces, se analizan y se determinan a través del etiquetado de los elementos básicos de la textura: la melodía primaria, la melodía secundaria, la melodía paralela de apoyo, el apoyo estático, soporte armónico y el soporte rítmico. 

## Tipos de textura
En la enseñanza musical determinados estilos o repertorios de música a menudo se identifican con una de las descripciones de texturas que se darán seguidamente. Así por ejemplo, el canto gregoriano se describe como monódico, los corales de Bach son calificados de homofónicos y las fugas de polifónicas. Sin embargo, una gran parte de los compositores utiliza más de un tipo de textura en una misma pieza de música. Una simultaneidad sonora conlleva más de una textura musical teniendo lugar al mismo tiempo y no sucesivamente. 
Las texturas musicales principales y más comunes son la monodia o monofonía, la polifonía, la homofonía, la melodía acompañada y la heterofonía.

### Monofonía o Monódica
La textura monofónica o textura monódica está formada por una sola línea melódica sin acompañamiento alguno. La melodía paralela de apoyo a menudo dobla o va paralela a la melodía primaria o base. Es decir, todas las voces e instrumentos que intervengan cantan o tocan simultáneamente la misma melodía, al unísono o a distancia de octava. 
Un ejemplo es el canto llano. Otras muestras de este tipo de textura pueden escucharse en los compases 17-21 del primer movimiento de la Novena sinfonía de Beethoven, así como en el comienzo de la ópera Mathis der Maler de Paul Hindemith. Por otra parte, gran parte de la música de China, Japón, India, Bali o Java es monofónica.
La discusión recae muchas veces en la consideración de la monofonía como perteneciente a la clasificación de textura, pues no hay una verdadera superposición de sonidos de diferente altura. Resulta ilustrativo entonces el ejemplo del canto llano antifonal, del cual es característica una alternancia entre dos coros o dos partes de uno, quienes ciertamente entonan una sola línea pero hay una enorme diferencia de "densidades" contrastantes entre el canto solo y el colectivo. Es por esto último que cabe señalar la monofonía como un tipo de textura.
Actualmente la monofonía se conoce también como monodia, pero este término no siempre fue sinónimo de monofonía sino de melodía acompañada.

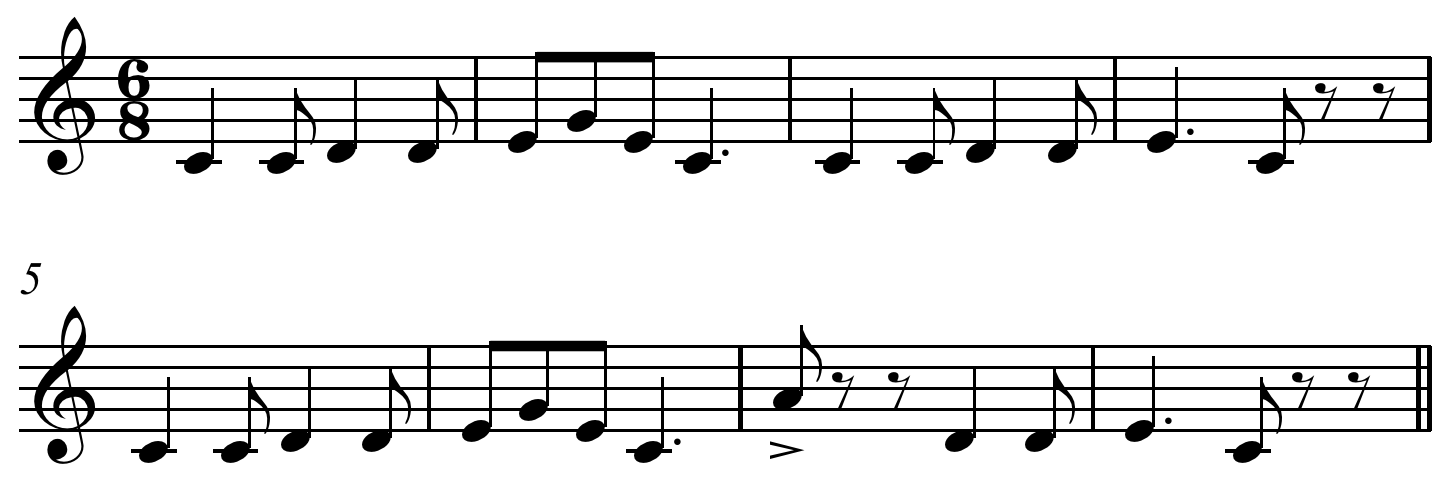
Melodía medieval inglesa Pop Goes the Weasel.

### Homofonía
En la textura homofónica las diversas voces se mueven simultáneamente con los mismos valores rítmicos pero con distintas notas, formando acordes sucesivos. Por lo general, las texturas homofónicas solo contienen una melodía primaria o principal. El soporte armónico y el soporte rítmico a menudo se combinan, por lo tanto según la terminología de Benward y Saker, se etiquetan como soporte armónico y rítmico.
Cuando todas las voces tienen casi el mismo ritmo, la textura homofónica también puede ser descrita como homorrítmica.
Ejemplos: motete Taedet animam meam de Tomás Luis de Victoria, Ave verum corpus de Wolfgang Amadeus Mozart, o la mayor parte de los corales a cuatro voces de Bach.

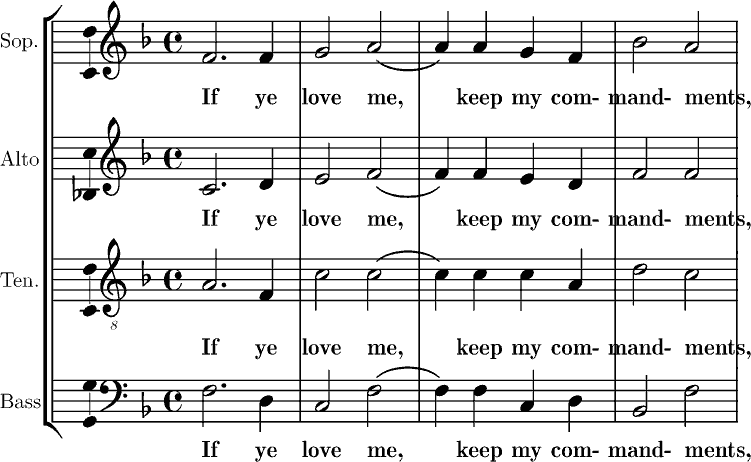
If ye love me de Thomas Tallis (1549). Las voces se mueven juntas con el mismo ritmo y la relación entre ellas genera acordes. El fragmento empieza y termina con un acorde mayor de fa.

### Polifonía
En la textura polifónica o textura contrapuntística suenan simultáneamente múltiples voces melódicas que son en gran medida independientes o imitativas entre sí, de importancia similar y ritmos diversos. Si las voces se imitan unas a otras (esto es, cantan o tocan melodías similares pero con cierto retraso unas respecto de otras) se trata de polifonía imitativa. Un caso estricto de polifonía imitativa es el canon. Las texturas polifónicas pueden contener varias melodías primarias o básicas. Es una textura característica de la música renacentista y también aparece frecuentemente en el período barroco. Un ejemplo es el motete Versa est in luctum de Alonso Lobo.

Fuga n.º 17 BWV 862 del Clave bien temperado de Bach. Ejemplo de polifonía contrapuntística.

Es conveniente tener en cuenta que el término polifonía, tomada en un sentido amplio, engloba a veces lo aquí definido como homofonía y polifonía.

### Melodía acompañada
La melodía acompañada, como su nombre indica, está formada por una línea melódica principal que es acompañada por voces y/o instrumentos que ejecutan melodías o acordes secundarios. En esta textura existen múltiples voces como en la polifonía pero solo una, la melodía, destaca de manera prominente y las otras forman una base de acompañamiento armónico. 
El estilo musical de finales del siglo XVI llamado monodia (ligado a la Camerata Florentina) no utiliza propiamente la textura aquí definida como monódica, sino la melodía acompañada. Sin embargo, recibió ese nombre ya que, en contraste con el estilo dominante entonces, era una sola voz la que conducía el discurso musical sobre un acompañamiento instrumental de acordes.
Es la textura más común en la música occidental. Fue una textura característica del período clásico que continuó predominando en la música del Romanticismo. Mientras que en el siglo XX la música popular es casi toda homofónica y gran parte del jazz también. Sin embargo, las improvisaciones simultáneas de algunos músicos de jazz crean una verdadera polifonía".
Como muestra de esta textura servirían la gran mayoría de las canciones de música popular (rock, pop…) o el repertorio flamenco.

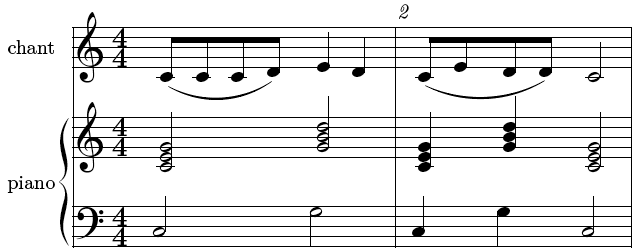
Canción francesa Au clair de la Lune.

### Heterofonía
La textura heterofónica es un tipo de textura caracterizada por la variación simultánea de una sola línea melódica. El término fue acuñado por Platón. En la actualidad el término se utiliza con frecuencia, sobre todo en etnomusicología, para describir la variación simultánea, accidental o deliberada, de lo que se identifica como la misma melodía.
En la heterofonía suenan simultáneamente diversas variantes ornamentales de una misma línea melódica (de base monódica). Por esto es que, de igual forma que en la monodia, pasa a veces por algo diferente a una textura y puede entenderse también cómo una manera de ejecutar una música que es de base monódica. En ocasiones pueden aparecer simultaneidades de alturas diversas, lo que aún no lo transforma en una trama polifónica ya que son pasajes que se dan a partir de un solo plano compartido por todos los ejecutantes.
Este tipo de textura suele ser un rasgo característico de las músicas tradicionales no occidentales tales como el Gagaku japonés, la música de gamelán de Indonesia, los conjuntos kulintang de Filipinas y la música tradicional de Tailandia. No obstante, existe una tradición europea de música heterofónica especialmente arraigada, en forma de salmodia gaélica en las Hébridas Exteriores.
En Occidente la heterofonía resulta un tanto extraña en la música clásica europea, de tal forma que para encontrar muestras hay que acudir a la música folclórica o a la música clásica del siglo XX y XXI. Una muestra de heterofonía se puede escuchar en la Missa Solemnis de Beethoven, que ilustra la práctica de la distribución de la misma melodía entre diferentes voces o partes de instrumentos con diferentes densidades rítmicas. Este es un fenómeno bastante común entre las partes de violonchelo y contrabajo en la escritura orquestal europea. Asimismo aparece en la producción musical de compositores como Debussy, Enescu y Stravinsky, que fueron influenciados directamente por músicas no occidentales y en gran medida heterofónicas. Posteriormente, en la música de vanguardias de la posguerra autores como de Olivier Messiaen, Pierre Boulez, Harrison Birtwistle y Benjamin Britten la emplearán como técnica estándar.

### Textura de Armonía
Además de los tipos anteriores que son los más comunes, existen otras clases de texturas no tan habituales como la politemática, la polirrítmica, la onomatopéyica, la combinada así como texturas mixtas o compuestas.

#### Textura no melódica
La textura no melódica no es muy frecuente y se puede encontrar en algunas composiciones sobre todo de música académica contemporánea. Esta textura tiene lugar cuando en una obra musical los sonidos armónicos ocultan o bien excluyen por completo el contenido melódico de la pieza. De tal manera, que no pueden distinguirse melodías propiamente dichas. Un ejemplo de esta textura es la obra Ionisation de Edgar Varèse.

#### Micropolifonía
La micropolifonía es un tipo de textura más reciente, característica del siglo XX. En palabras de David Cope se trata de «una simultaneidad de diferentes líneas, ritmos y timbres». La técnica fue desarrollada por György Ligeti, quien la explicó así: «La compleja polifonía de las voces individuales está enmarcada en un flujo armónico-musical, en el que las armonías no cambian súbitamente, sino que se van convirtiendo en otras; una combinación interválica discernible es gradualmente haciéndose borrosa, y de esta nubosidad es posible sentir que una nueva combinación interválica está tomando forma». «La micropolifonía se asemeja a los clústers, pero difiere de ellos en el uso que hace de líneas más dinámicas que estáticas».